# Молодой Шахтёр
Молодой Шахтёр (укр. Молодий Шахтар) — посёлок, входит в Ждановский городской совет Донецкой области Украины. C 2014 года находится под контролем непризнанной Донецкой народной республики (ДНР).
Согласно украинскому законодательству, является оккупированным населенным пунктом в отдельных районах Донецкой области.

## Административное устройство
На поселке всего две улицы — Новая и Шахтная, каждая из которых еще условно разделена на две части.

## Население
Население по переписи 2001 года составляло 164 человека. В течение 20 лет постепенно сокращалось, по состоянию на 2020 год на поселке постоянно проживают несколько десятков человек, подавляющее большинство — пенсионеры.
Местное население в основном работало на ближайших шахтах.

## Образование
На поселке нет своего детского сада и школы. Местные дети учатся в Ждановке.

## Медицина
Ближайшая больница тоже находится в Ждановке. На самом поселке до 2000-х работал медицинский пункт.

## Общие сведения
Почтовый индекс — 86391. Телефонный код — 6-250. Код КОАТУУ — 1412147017.

## Местный совет
86391, Донецкая обл., г. Ждановка, ул. Кравченко, 3, 7-22-14

## География

#### Соседние населённые пункты по странам света
СВ: Шевченко (Розовского сельсовета), город Кировское
С: город Ждановка
СЗ, З: Нижняя Крынка
ЮЗ: Липовое, Горное
Ю: Зуевка
ЮВ: —
В: Ольховка

## Галерея

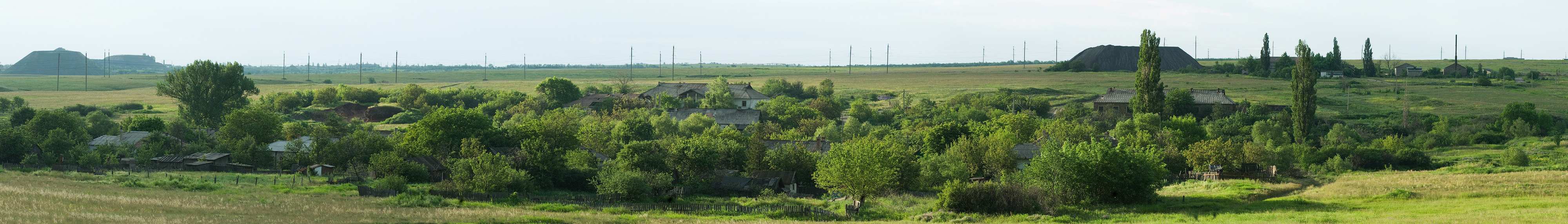
Панорама поселка
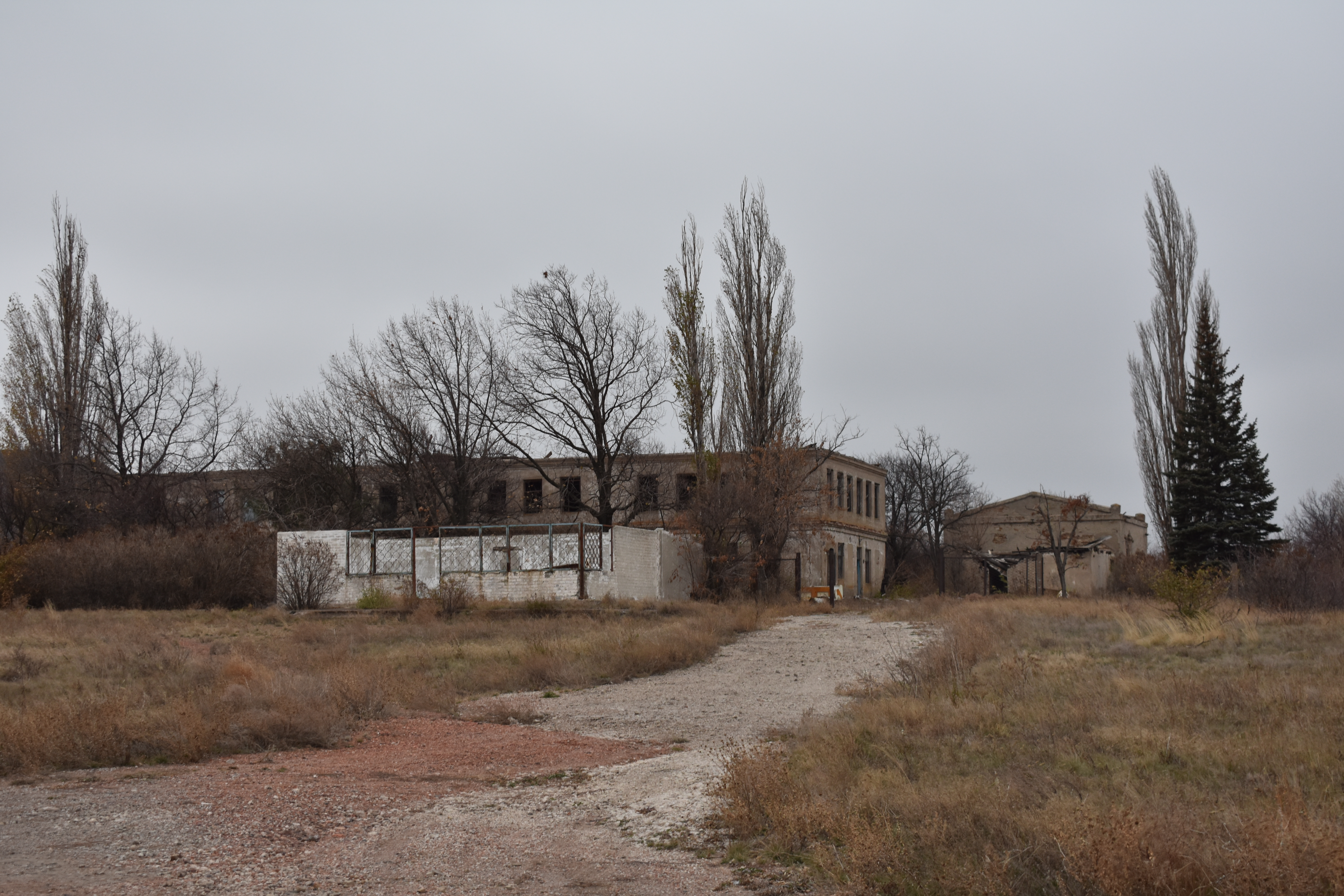
Единственный магазин в деревне. Разобран в 2014 году, в ходе боевых действий не разрушен. В начале боевых действий весной-летом 2014 года здесь дислоцировались «ополченцы», которые дежурили на блокпостах.